# Miriam Palacios
Miriam Isabel Palacios Piña (née le 18 décembre 1933 à Victoria et morte le 18 mars 2013 à Santiago) est une actrice chilienne.

## Filmographie
- 1983 : El 18 de los García
- 1987 : Sussi
- 1988 : Hechos consumados
- 1988 : Consuelo
- 1990 : Caluga o menta
- 1990 : Dos mujeres en la ciudad
- 1991 : La niña en la palomera
- 1994 : Los náufragos
- 1994 : Amnesia
- 1997 : Pasión gitana
- 1999 : El chacotero sentimental
- 2000 : Coronación
- 2006 : Las golondrinas del Altazor

## Télévision

### Telenovelas et séries
| Telenovelas       | Telenovelas              | Telenovelas                  | Telenovelas |
| Année             | Titre                    | Rôle                         | Chaîne      |
| ----------------- | ------------------------ | ---------------------------- | ----------- |
| 1982              | Celos                    | Clotilde                     | Canal 13    |
| 1983              | Las herederas            | Magdalena                    | Canal 13    |
| 1985              | Matrimonio de papel      | María Chamorro               | Canal 13    |
| 1986              | La Villa                 | Elcira Díaz                  | TVN         |
| 1987              | Mi nombre es Lara        | Corina                       | TVN         |
| 1989              | Bravo                    |                              | Canal 13    |
| 1993              | Marrón Glacé             | Chela                        | Canal 13    |
| 1994              | Champaña                 | Florita                      | Canal 13    |
| 1995              | El amor está de moda     | Rosalía                      | Canal 13    |
| 1995              | Amor a domicilio         | Helga Holguett               | Canal 13    |
| 1996              | Marrón Glacé, el regreso | Chela                        | Canal 13    |
| 1997              | Playa Salvaje            | Lídia Meneses                | Canal 13    |
| 1999              | Fuera de Control         | Trinidad Sanhueza            | Canal 13    |
| 2001              | Corazón Pirata           | Felicinda Sánchez            | Canal 13    |
| Séries télévisées |                          |                              |             |
| Année             | Titre                    | Rôle                         | Chaîne      |
| 1989              | Teresa de los Andes      | Hermana Juana del Niño Jesús | TVN         |
| 1997              | Las historias de Sussi   |                              | TVN         |

### Autres émissions
- De chincol a jote
- Jappening con Ja

### Sources
- (es) Cet article est partiellement ou en totalité issu de l’article de Wikipédia en espagnol intitulé « Myriam Palacios » (voir la liste des auteurs).